# Das U-Boot
Das U-Boot (от английски: Universal Bootloader – „универсална първоначална зареждаща програма“; от немски: Das U-boot – „подводницата“) е първоначална зареждаща програма с отворен код използвана във вградени системи. Поддържа различни процесорни архитектури като PowerPC, ARM, MIPS, AVR32, x86, 68k, Nios и MicroBlaze.

## Функционалност
U-boot може да чете и зарежда от следните файлови системи:
- Cramfs
- ext2
- ext3
- ext4
- FAT
- FDOS
- JFFS2
- ReiserFS
- UBIFS

U-boot разполага с примитивен шел – Hush шел, който има команди за работа с файловите системи и зареждане на програми от тях и от паметта. Поддържа и изпълняването на скриптове записани в променливи които могат да съдържат контролни конструкции като for, while, until, if... then... else. Това значително улеснява разработчиците тъй като позволява да се променя функционалността без да се прекомпилира зареждащата програма.